# Los de Abajo
Los de Abajo est un groupe mexicain de ska, originaire de Mexico.

## Histoire
Le groupe est formé en 1992 à Mexico en tant que quatuor de ska latino. Depuis, le groupe s'élargit à huit membres et étend ses influences musicales au rock, à la salsa, au reggae, au ska, à la cumbia, au son jarocho et à la banda sinaloense. Liber Terán est le chanteur principal et écrit de nombreuses chansons, bien que tous les membres du groupe reçoivent un salaire égal pour leurs contributions,. Le groupe ne réussit pas à obtenir un contrat d'enregistrement au Mexique, car sa musique n'est pas considérée comme suffisamment commerciale, et finit par sortir son premier album Latino Ska Fuerza de manière indépendante. Cependant, en 1999, ils concluent un accord avec le label discographique Luaka Bop de David Byrne pour sortir leur premier album international, l'éponyme Los de Abajo.
Les quatre membres fondateurs étaient Carlos Cuevas (piano, orgue à tuyaux, synthétiseur et accordéon, compositeur), Liber Terán (chant, guitare et compositeur), Vladimir Garnica (guitare, tres, jarana, requinto et guitare espagnole), et Yocupitzio Arrellano (batterie et producteur). Plus tard, Luis Robles « Gori » (basse), Mariano « El Ché Pereira » (saxophone), Gabriel Elias (percussions), Daniel Vallejo (saxophone), Canek Cabrera (trompette) et Carlos Alberto Cortez Ortega (El Coca) (basse) rejoignent le groupe.
L'album suivant, Cybertropic Chilango Power, sort en 2002 et remporte le BBC Radio 3 World Music Award for the Americas. LDA v The Lunatics, sorti en 2006, continue d'absorber des influences du monde entier et comprend une version espagnole de la chanson The Lunatics (Have Taken Over the Asylum) de Fun Boy Three, avec Neville Staples.
Le groupe est favorable à l'Armée zapatiste de libération nationale et donne des concerts de bienfaisance pour le groupe révolutionnaire. Comandanta Esther apparaît sur Resistancia, le premier morceau de LDA v The Lunatics.

## Discographie
- 1998 : Los de Abajo (Luaka Bop)
- 2002 : Cybertropic Chilango Poder (Luaka Bop)
- 2002 : Latino Ska Fuerza (PP Lobo)
- 2004 : Completo y Vivo '04 (Kufala)
- 2005 : LDA v The Lunatics (RealWorld Registros)
- 2006 : No Borrarán (indépendant)
- 2010 : Actitud Calle (Pentagrama)
- 2023 :  Enterrados (EP)
- 2024 : Mariachi Beat[5]